# Johnny Otis
Pour les articles homonymes, voir Otis.
Johnny Otis, de son vrai nom John Alexander Veliotes est un musicien, chef d'orchestre et compositeur américain, d'origine grecque, né le 28 décembre 1921 à Vallejo en Californie et mort le 17 janvier 2012 à Altadena (Californie), qui a contribué à populariser le rhythm and blues.

## Biographie
Dès la fin des années 1940, Johnny Otis commence à jouer comme batteur, pianiste et vibraphoniste dans des orchestres de jazz, en Californie. Il se passionne pour la musique noire, et tout particulièrement pour le rhythm and blues. Il forme alors son propre orchestre, accueillant de nombreux musiciens, ainsi que des chanteurs. On lui doit notamment d'avoir révélé Little Esther, alors très jeune, qui deviendra plus tard la remarquable Esther Phillips. Il a été l'un des tout premiers musiciens blancs, sinon le premier, à être reconnu et apprécié dans la sphère musicale noire.
Le spectacle donné par son orchestre, le Johnny Otis Show, a longtemps été fameux dans tous les États-Unis . Il a inspiré le Ike and Tina Turner Show .
Johnny Otis a enregistré pour de nombreux labels. L'un de ses principaux succès est Willie and the Hand Jive (1958). En France, il a eu les faveurs de l'émission Salut les copains avec sa chanson Telephone Baby, enregistrée pour Capitol Records avec la chanteuse Marci Lee.
Johnny Otis figure depuis 1994 au Rock and Roll Hall of Fame et depuis 2000 au Blues Hall of Fame.
Johnny Otis est le père du guitariste et compositeur Shuggie Otis.